# Antidisturbios (série télévisée)
 (janvier 2021).
Antidisturbios est une série télévisée policière espagnole créée par Isabel Peña et Rodrigo Sorogoyen pour Movistar+. La série suit un groupe de policiers anti-émeute de Madrid et d'une agente de la police des polices qui enquête sur leur compte.

## Distribution
- Vicky Luengo : Laia Urquijo
- Raúl Arévalo : Diego López Rodero
- Álex García : Alexánder Parra Rosales
- Hovik Keuchkerian (VFB: Jean-Michel Vovk) : Salvador Osorio
- Roberto Álamo : José Antonio Úbeda
- Raúl Prieto (VFB: Michelangelo Marchese) : Elías Bermejo
- Patrick Criado : Rubén Murillo
- Iria del Río : Nuria
- María Romanillos : Lucía

## Épisodes

### Saison 1 (2020)
| N° | #  | Titre   | Réalisation                   | Scénario                                         | Première diffusion                                                                                           |
| --- | -- | ------- | ----------------------------- | ------------------------------------------------ | --- |
| 01 | 01 | Osorio  | Rodrigo Sorogoyen             | Isabel Peña Rodrigo Sorogoyen Eduardo Villanueva | Espagne : 16 octobre 2020 sur Movistar+ France : 16 novembre 2020 sur Polar+ France : 13 mai 2021 sur Canal+ |
| Les six policiers de la brigade anti-émeutes Puma 93 sont dépêchés pour procéder à une expulsion de locataires dans le centre-ville de Madrid. Accueilli par des manifestants opposés à cette mesure, Salva, le chef de la brigade, demande des renforts. Mais, face à la détermination de l'huissier, la brigade n'a pas d'autre choix que d'intervenir. Au cours de l'opération, un drame survient... |    |         |                               |                                                  | |
| 02 | 02 | López   | Rodrigo Sorogoyen             | Isabel Peña Rodrigo Sorogoyen Eduardo Villanueva | Espagne : 16 octobre 2020 sur Movistar+ France : 16 novembre 2020 sur Polar+ France : 13 mai 2021 sur Canal+ |
| Dans l'attente de leur audition par les Affaires internes, Salva et ses hommes veulent s'assurer de la confiance de Bermejo. Cardois, le commissaire de la police de Madrid, annonce publiquement que les policiers sont innocentés dans la mort de Yemi Adichie. Laia poursuit son enquête et découvre un élément qui va remettre leur responsabilité en question...                                   |    |         |                               |                                                  | |
| 03 | 03 | Revilla | Rodrigo Sorogoyen Borja Soler | Isabel Peña Rodrigo Sorogoyen Eduardo Villanueva | Espagne : 16 octobre 2020 sur Movistar+ France : 16 novembre 2020 sur Polar+ France : 20 mai 2021 sur Canal+ |
| Laia mène des investigations sur l'attribution douteuse des ordres d'expulsions, et ses soupçons se portent sur un juge. Une piste qui pourrait atténuer la responsabilité de l'équipe Puma 93, convoquée chez le juge d'instruction. Conseillés par Rosales, les policiers envisagent de faire appel à Revilla, un ex-collègue qui pourrait faire jouer ses relations...                               |    |         |                               |                                                  | |
| 04 | 04 | Úbeda   | Rodrigo Sorogoyen Borja Soler | Isabel Peña Rodrigo Sorogoyen Eduardo Villanueva | Espagne : 16 octobre 2020 sur Movistar+ France : 16 novembre 2020 sur Polar+ France : 20 mai 2021 sur Canal+ |
| Laia découvre que le juge n'aurait pas dû accélérer le processus d'expulsion et le soupçonne de transactions immobilières douteuses et de corruption. Ubeda montre tous les signes d'une dépression nerveuse. Diego apporte son soutien à Laia en attendant sa mutation. Alex est le seul à se rendre à la fête d'anniversaire de Ruben, qui tourne mal...                                              |    |         |                               |                                                  | |
| 05 | 05 | Parra   | Rodrigo Sorogoyen             | Isabel Peña Rodrigo Sorogoyen Eduardo Villanueva | Espagne : 16 octobre 2020 sur Movistar+ France : 16 novembre 2020 sur Polar+ France : 27 mai 2021 sur Canal+ |
| Laia collabore avec la juge Costa dans l'enquête secrète visant à démanteler le réseau de corruption dans lequel Cardois est impliqué. Ils ont besoin du témoignage des policiers de la brigade anti-émeute. Ces derniers sont de plus en plus tendus et divisés et savent qu'ils n'ont plus droit à l'erreur…                                                                                          |    |         |                               |                                                  | |
| 06 | 06 | Urquijo | Rodrigo Sorogoyen             | Isabel Peña Rodrigo Sorogoyen Eduardo Villanueva | Espagne : 16 octobre 2020 sur Movistar+ France : 16 novembre 2020 sur Polar+ France : 27 mai 2021 sur Canal+ |
| Moreno et Laia utilisent Rosales pour tenter de piéger Cardois et ses acolytes. Ils parviennent à obtenir des enregistrements permettant de constituer un dossier solide. Les membres de l'équipe Puma 93 se réunissent pour fêter le retour d'Ubeda, mais les tensions sont fortes et Alex ne supporte plus de mentir à ses collègues...                                                               |    |         |                               |                                                  | |

## Diffusion
Les six épisodes de la première saison sont sortis le 16 octobre 2020 sur Movistar +.
Avant sa sortie, la première saison a été projetée dans son intégralité au Festival international du film de San Sebastián 2020 le 25 septembre 2020.
Le feuilleton est également diffusé depuis le 13 mai 2021 sur Canal+.

## Distinctions
- 8e cérémonie des prix Feroz : meilleur série dramatique, meilleur acteur pour Hovik Keuchkerian, meilleur acteur dans un second rôle pour Patrick Criado[2]